# Adonisea tanena
Adonisea tanena là một loài bướm đêm trong họ Noctuidae.